# Удзитавара
Удзитавара (яп. 宇治田原町 Удзитавара-тё:) — посёлок в Японии, находящийся в уезде Цудзуки префектуры Киото. Площадь посёлка составляет 58,16 км², население — 8923 человека (1 октября 2020), плотность населения — 153,42 чел./км².

## Географическое положение
Посёлок расположен на острове Хонсю в префектуре Киото региона Кинки. С ним граничат города Удзи, Дзёё, Оцу, Кока и посёлки Кумияма, Иде, Вадзука.

## Население
Население посёлка составляет 8923 человека (1 октября 2020), а плотность — 153,42 чел./км². Изменение численности населения с 1980 по 2005 годы:
| 1970 | 6991 чел.   |  |
| 1975 | 7074 чел.   |  |
| 1980 | 7180 чел.   |  |
| 1985 | 7939 чел.   |  |
| 1990 | 8316 чел.   |  |
| 1995 | 9122 чел.   |  |
| 2000 | 9840 чел.   |  |
| 2005 | 10 060 чел. |  |
| 2010 | 9711 чел.   |  |
| 2015 | 9319 чел.   |  |

## Символика
Деревом посёлка считается чай, цветком — камелия сасанква, птицей — Zosterops japonicus.